# Emil Lohbeck
Emil Lohbeck, né le 15 septembre 1905, à Hiddinghausen, en Allemagne et décédé le 29 juillet 1944 à Berlin, est un ancien joueur allemand de basket-ball.